# Triệu Lũy
Triệu Lũy (tiếng Trung: 趙累; bính âm: Zhao Lei, ? - 220?), không rõ tên tự, có nguồn ghi là tự Khám Tuệ (闞穗), là tướng lĩnh Quý Hán thời Tam Quốc trong lịch sử Trung Quốc.

## Cuộc đời
Triệu Lũy là Đô đốc dưới quyền Quan Vũ. Năm 219, Quan Vũ bắc phạt Kinh Châu, bị quân Ngô do Lã Mông chỉ huy đánh lén, khiến đại quân bại trận. Triệu Lũy theo Quan Vũ rút chạy về Mạch Thành, quân không còn đến trăm người. Quân Ngô cho người chiêu hàng, Quan Vũ lúc này chỉ còn hơn mười quân kỵ bên người, bèn vờ đáp ứng, nhân cơ hội phá vòng vây.
Tôn Quyền nhân đó phái Chu Nhiên, Phan Chương chặn đường mai phục. Triệu Lũy cùng cha con Quan Vũ, Quan Bình bị bởi tướng Ngô Mã Trung. Quan Vũ quyết không hàng Ngô, Tôn Quyền bèn hạ lệnh đem Quan Vũ, Quan Bình chém đầu ở Lâm Tự. Triệu Lũy không rõ bị xử trí ra sao, nhưng được cho là bị xử tử cùng cha con Quan Vũ.

## Trong văn hóa
Trong tiểu thuyết Tam quốc diễn nghĩa của La Quán Trung, Triệu Lũy được mô tả là một người có đức tính trung thành, ngay thẳng, giữ chức Tiền quân đô đốc, lương liệu quan (quan coi lương) dưới quyền Quan Vũ.
Khi Quan Vũ đánh Tương Dương, Vương Phủ tiến cử Triệu Lũy làm Đô đốc trấn thủ Kinh Châu, nhưng do Quan Vũ đã trước đó đã bổ nhiệm Phan Tuấn nên không nghe lời Phủ. Lúc Quan Vũ bại trận rút khỏi Mạch Thành, Triệu Lũy liều mình phá vây, mở đường cho cha con Quan Vũ rút chạy, bị chết trong loạn quân.
Triệu Lũy cũng là nhân vật trong các vở kịch Tẩu Mạch Thành, Đơn đao hội, hình tượng giống với trong lịch sử, trung thành tận tâm, hữu dũng hữu mưu.